# 메리츠증권
메리츠증권(MERITZ證券)은 메리츠금융그룹 계열의 증권회사다. 주요 사업은 유가증권 매매, 유가증권 위탁매매, 유가증권 인수, 유가증권매매 중개, 증권저축 등이다.

## 연혁
- 1973년 2월 : 한일증권 설립
- 1990년 10월 : 한일증권에서 한진투자증권으로 사명 변경
- 1996년 7월 : 서울투자신탁운용 설립
- 2000년 3월 : 한진투자증권에서 메리츠증권으로 사명 변경
- 2006년 11월 : 메리츠종합금융 자회사 편입
- 2010년 4월 : 메리츠증권에서 메리츠종금증권으로 사명 변경
- 2015년 6월 : 아이엠투자증권 흡수합병
- 2017년 4월 : 메리츠캐피탈 자회사 편입
- 2017년 11월 : 종합금융투자사업자 지정
- 2020년 4월 : 메리츠종금증권에서 메리츠증권으로 사명 변경
- 2023년 4월 : 메리츠금융지주가 지분 100%를 인수하면서 완전 자회사로 편입
- 2024년 11월 : 고액자산가 대상 패밀리오피스 전담조직 신설[1]